# Novell NetWare
A NetWare a Novell 1983-ban bevezetett hálózati operációs rendszere.

## Történet
A Novell NetWare-t sokáig a PC-s világ egyik legnépszerűbb hálózati rendszereként tartották számon. Ez a LAN hálózati programcsomag elsősorban azon cégek számára jött létre, amelyek PC-s hálózatot használnak. Ezekben a rendszerekben minden felhasználó saját PC-vel rendelkezik, amely kliensként működik. Ezenkívül van néhány nagyobb teljesítményű PC, amelyek szerverként működtek. Ezek a szerverek szolgáltatásokat nyújtanak a kliensek egy csoportjának. Lényegében a Novell NetWare a kliens-szerver modell alapján működött.
A kezdetleges LAN koncepciókat a fizikai réteg inkompatibilitásai, a hálózati protokoll megvalósítási különbségei és a legjobb erőforrás megosztás-problémái jellemezték. Általában minden szállítónak megvolt a saját hálózati kártyája, kábelezése, protokollja és egy saját hálózati operációs rendszere. A megoldások a legritkább esetben voltak kompatibilisek. 
A Novell Netware két ponton felülmúlta a vetélytársakat:
- támogatás a 40 legismertebb piaci kártya/kábel típusokra, és
- a versenytársaknál jobban kidolgozott operációs rendszer.

A NetWare már az 1983-as bejelentéstől kezdve piaci dominanciát szerzett termékével, és ez a dominancia egészen az 1990-es évek közepéig tartott, amikor a Microsoft 1993 közepén bejelentette a még 16 bites Windows for Workgroups 3.11-et, mint peer-to-peer hálózati megoldását és a már 32 bites Windows NT Advanced Server-t. A NetWare versenytársai közül csak a Banyan Vines-nek volt versenyképes technikai előnye, de a Banyan elhanyagolta a biztonsági kérdéseket. A Microsoft és a 3Com együttesen kidolgoztak egy egyszerű hálózati operációs rendszert, amely a 3Com 3+Share rendszerén, a Microsoft LAN Manager-én és az IBM LAN Serverén alapult. Ezen termékek közül egyik sem volt különösen sikeres.

## Protokollkészlet
A NetWare egy saját protokollkészlettel rendelkezik, amely 5 különböző rétegből épül fel. A protokollkészlet a Xerox egykori Network System rendszerén alapul, azonban számos változtatáson esett keresztül. A Novell csomagja leginkább a TCP/IP-hez hasonlítható. A legalacsonyabb szinten álló két réteg, a fizikai és az adatkapcsolati bármelyik ipari szabvány lehet, beleértve az Ethernetet, az IBM Token-Ring és az ARCnetet is. A harmadik a hálózati réteg, amely egy nem túl megbízható, összeköttetés nélküli hálózati protokollt tartalmaz, ezt hívjuk IPX-nek (Internet Packet eXchange). Ez a protokoll képes a csomagokat transzparens módon továbbítani a forrástól a célállomásig még akkor is, ha azok különböző hálózatokban találhatóak. Funkcióit tekintve az IPX az IP-hez hasonlít. Az egyetlen különbség a címzésben van: az IPX a 4 bájtos helyett 12 bájtos címzést használ.
Az IPX protokoll felépítése:
- Ellenőrző összeg (Checksum): csak ritkán használatos, mert az adatkapcsolati réteg is képez ellenőrző összeget.
- Csomaghossz (Packet length): ez a mező a fejrészt és az adatokat magába foglaló teljes csomag méretét adja meg.
- Szállításvezérlés: (Transport Control): ebben a mezőben azt számolják, hogy a csomag hány hálózaton haladt keresztül.
- Csomagtípus (Packet type): a különböző vezérlőcsomagok megjelölésére szolgál.
- Forráscím (Source address), Célállomás (Destination address): mindkét cím egy 32 bites hálózati címből, egy 48 bites gépcímből, illetve egy 16 bites helyi címből áll.

A csomag hátralevő részét az adatok töltik ki. Az adatmező maximális hosszát az alacsonyabb szintű hálózat határozza meg.
A következő, negyedik szinten egy összeköttetés alapú szállítási réteg található, ez a hálózati mag protokoll (Network Core Protocol, NCP). Az NCP a felhasználói adatok átvitelén kívül még számos más szolgáltatást is nyújt, így tulajdonképpen ez a protokoll tekinthető a NetWare lelkének. Létezik emellett egy másik protokoll is, az SPX (Sequenced Packet eXchange), ez azonban csak a szállítási funkciókat képes ellátni. Míg a fájlrendszerek az NCP-t használják, addig a Lotus Notes az SPX-et. Egy harmadik lehetséges választásként jelen van még a TCP/IP.
A legfelső szintet az alkalmazási réteg jelenti, amely sokféle protokollt használhat. Összességében az egész architektúra alapját az internetes datagram csomag jelenti, minden erre épül.
A Novell NetWare hivatkozási modellje:
| Alkalmazási réteg    | SAP      | Fájlszerver | ...    |
| Szállítási réteg     | NCP      |             | SPX    |
| Hálózati réteg       |          | IPX         |        |
| Adatkapcsolati réteg | Ethernet | Token Ring  | ARCnet |
| Fizikai réteg        | Ethernet | Token Ring  | ARCnet |

## A szerver-kliens kommunikáció
Mindegyik szerver nagyjából egy másodpercenként szétküld egy olyan csomagot, amiben megadja a saját címét, valamint azt, hogy milyen szolgáltatásokat nyújt. Ezek az adatszórással szétküldött üzenetek a SAP protokollt (Service Advertising Protocol) használják. A csomagokat a router gépeken futó speciális folyamatok felismerik és összegyűjtik, majd tartalmuk alapján létrehoznak egy olyan adatbázist, amely a szerverekről vezet nyilvántartást. Amikor egy kliens gép bootol, akkor adatszórással szétküld egy olyan üzenetet, amelyben a legközelebbi szerver után érdeklődik. A helyi router gép ágens folyamata észreveszi ezt az üzenetet, belenéz a szervereket nyilvántartó adatbázisába, és az üzenet alapján kikeresi a legjobb szervert, amelynek az azonosítóját egy üzenetben aztán el is küldi a kliensnek. A kliens most már felveheti az NCP kapcsolatot a megfelelő szerverrel. A kapcsolatot felhasználva a kliens és a szerver megegyezik a csomagok maximális méretében. Ettől kezdve a kliens hozzáfér a fájlrendszerhez és mindazokhoz a szolgáltatásokhoz, amelyeket az adott összeköttetés lehetővé tesz. Akár bele is nézhet a szerver adatbázisába, hogy egy távolabbi szervert keressen.

## A Novell NetWare 6.5
Az új verzió három fő területen kínált újdonságokat: 
- továbbfejlesztett adatkezelés és hatékony üzemeltetési eszközök a rendszergazdák számára
- virtuális irodai eszközök a felhasználóknak
- webes szolgáltatások a fejlesztőknek

A NetWare 6.5 a sokféle hálózati szolgáltatás mellett támogatja a nyílt forráskódú alkalmazásokat és fejlesztőeszközöket is. 

### Az iManager
A távoli felügyelet fontosságának növekedése és a nagyobb adminisztrációs rugalmasság igénye miatt a felügyeleti eszközöknek is folyamatosan fejlődniük kell. A NetWare 6.5-ben erre a célra egy böngésző alapú kezelőeszköz, az iManager jött létre. Ez az egységesített távvezérlési eszköz a böngészőfelületek széles választékát támogatja, egészen a népszerű PDA modellekig.
Főbb funkciói:
- Tárolóeszközök kezelése
- Szerver diagnosztika
- Nyomtató felügyelet
- Behatolás-érzékelés
- Kirendeltségi kapcsolatok kezelése

### iSCSI támogatás
Az Internet Small Computer System Interface (iSCSI) egyesíti az időtálló SCSI tárkezelési felületet az IP-vel, ezzel költségcsökkenést és rugalmasságot ér el. A tárhely-hálózat (SAN) a drága Fibre Channel kapcsolók és kapcsolatok helyett szabványos Ethernet-IP hálózaton hordozhatja a tárhely-forgalmat. Az iSCSI-t támogató NetWare 6.5 fürtmegoldás a hibatűrő megosztott tárkezelést az anyagilag korlátozottabb kis hálózatok számára is elérhetővé teszi.

### eDirectory címtárszolgáltatás
Az eDirectory névre átkeresztelt, jelenleg 8.7-es verziónál járó címtárszolgáltatás kulcsszerepet kapott a Novell rendszerek megkülönböztetésében. Több mint egy évtizedes fejlesztés után az eDirectory korábban lehetetlennek tűnő szolgáltatások és alkalmazások széles választékát támogatja és a felhasználók élvezhetik az előnyeit az olyan eDirectory-t támogató szolgáltatásoknak, mint az azonnali kiszolgálás, egypontos bejelentkezés, belépés támogatása a hálózat bármely pontjáról, és a NetWare 6.5-tel az új, az eDirectory személyazonosság szolgáltatásait kihasználó webes szolgáltatások. 

### DirXML Starter Pack
A NetWare 6.5 részeként szállított DirXML Starter Pack automatizálja a felhasználók és a jelszavak létrehozását, kezelését és törlését eDirectory, Active Directory és Windows NT környezetben. A DirXML, amely a Novell metacímtár megoldásának egyik legfontosabb összetevője, tovább növeli a biztonságot, miközben alapul szolgál az egész vállalatra kiterjedő biztonságos személyazonosság-kezelés megvalósításához.

## Novell NetWare az iskolákban
A Novell NetWare különböző verziói nagy sikert arattak az iskolai használatuk során. Ebben több ok is közrejátszott: a felhasználók számára a stabil működés volt a legfontosabb szempont, míg a rendszergazdák oldaláról nézve a minimális karbantartás-igény, és a modern kori vírusok elleni érzéketlenség volt perdöntő. A kezdeti Sulinetes Novell Intranetware 4.11 csomag sokáig használható volt hálózati operációs rendszerként egy iskolai környezetben. Gyakorlatilag minden internetes szolgáltatást képes volt nyújtani, amire egy iskolának szüksége lehet: WEB, EMAIL, FTP. Azonban akadtak hiányosságai is, például a PHP, a Távoli Managelés terén egyaránt. Ezeket a problémákat a 4.11 után megjelent verziók folyamatosan igyekeztek megoldani, mígnem elérkeztek a legújabb, 6.5-ös verzióhoz. A NetWare hálózatokat a Windows és Linux szerverek teljesen kiszorították.